# Powiat Nagykanizsa
Powiat Nagykanizsa (węg. Nagykanizsai járás) – jeden z sześciu powiatów komitatu Zala na Węgrzech. Siedzibą władz jest miasto Nagykanizsa.

## Miejscowości powiatu Nagykanizsa
- Nagykanizsa – siedziba władz powiatu
- Zalakaros – miasto
- Alsórajk
- Balatonmagyaród
- Belezna
- Bocska
- Börzönce
- Csapi
- Eszteregnye
- Felsőrajk
- Fityeház
- Fűzvölgy
- Galambok
- Garabonc
- Gelse
- Gelsesziget
- Hahót
- Homokkomárom
- Hosszúvölgy
- Kacorlak
- Kerecseny
- Kilimán
- Kisrécse
- Liszó
- Magyarszentmiklós
- Magyarszerdahely
- Miháld
- Murakeresztúr
- Nagybakónak
- Nagyrada
- Nagyrécse
- Nemespátró
- Orosztony
- Pat
- Pölöskefő
- Pötréte
- Rigyác
- Sand
- Sormás
- Surd
- Szepetnek
- Újudvar
- Zalakomár
- Zalamerenye
- Zalasárszeg
- Zalaszabar
- Zalaszentbalázs
- Zalaszentjakab
- Zalaújlak[2]